# Burgstall Unterlaimbach
Der Burgstall Unterlaimbach, auch Schloss Unterlaimbach genannt, ist eine abgegangene frühmittelalterliche Niederungsburg in Unterlaimbach, einem heutigen Gemeindeteil von Scheinfeld im Landkreis Neustadt an der Aisch-Bad Windsheim in Bayern.
Nachdem das Schloss Oberlaimbach in sehr schlechtem Zustand war und durch den Ortadel eine Unterscheidung zwischen Ober- und Unterlaimbach notwendig war, wurde in Unterlaimbach ab 1357 mit der Errichtung des Schlosses Unterlaimbach begonnen. 1186–89 ist erstmals der Ortsadel mit Hermannus de Leimbach, als Zeuge einer Urkunde des Bischofs von Bamberg belegt.
Als der Besitzer des Schlosses Wolf Christoph von Seckendorff in Reichsacht fiel, kam sein Besitz an seine Lehnsherren, die Schwarzenberger Fürsten, die 1666 das baufällig gewordene Schloss an Georg Ruhl, damals fürstlich Schwarzenbergscher Schultheiß in Grappertshofen, verkauften.
Das Schloss wurde 1782 abgebrochen. Von der ehemaligen Burganlage ist nichts erhalten.
Erhalten geblieben ist der Bauernhof des „Schlossbauern“, der Familie Ruhl. Nächstgelegen des Standorts der ehemaligen Burganlage.